# الآراء الصينية حول الديمقراطية
ناقش العلماء والمفكرون وصناع القرار الصينيون الديمقراطية، وهي فكرة جلبتها لأول مرة القوى الاستعمارية الغربية إلى البلاد، ولكن يعتقد البعض أنها مرتبطة بالفكر الصيني الكلاسيكي. ابتداءً من منتصف القرن الثامن عشر، تحدث العديد من الصينيين عن كيفية التعامل مع الثقافة الغربية المتعدية باستمرار. في البداية، عارض الكونفوشيوسيون الصينيون أنماط التفكير الغربية، ولكن أصبحت بعض جوانب هذا النمط من التفكير جذابة للبعض. أعطى التحول الصناعي الغرب أفضلية اقتصادية وعسكرية. وأجبرت الهزائم المدمرة لحرب الأفيون الأولى والثانية شريحة من السياسيين والمثقفين الصينيين على إعادة التفكير في مفهومهم عن التفوق الثقافي والسياسي.
دخلت الديمقراطية إلى الوعي الصيني لأنها كانت شكل الحكومة المستخدم في الغرب والمسؤول المحتمل عن تقدمها الصناعي والاقتصادي والعسكري. أصبح جزء من العلماء والسياسيين الصينيين مقتنعين بأن التحول الصناعي والدمقرطة ضروريان لتنافس الصين. وردًا على ذلك، قاوم عدد من العلماء الفكرة قائلين إن الديمقراطية والتغريب لا مكان لهما في الثقافة الصينية التقليدية. ساد رأي ليانج شومينج حول الموضوع آنذاك، فقد رأى شومينج أن الديمقراطية والمجتمع الصيني التقليدي غير متوافقين تمامًا، وبالتالي كان خيار الصين الوحيد إما التغريب بالجملة أو الرفض الكامل للغرب. ركز النقاش على التوافق الفلسفي بين المعتقدات الكونفوشيوسية الصينية التقليدية والتقنيات الغربية.

## التفاؤل إزاء التشاؤم
على المستوى الفلسفي الأساسي، يعتمد التقليد الكونفوشيوسي على فكرة التفاؤل المعرفي التي صاغها توماس ميتزنجر. يعبر ذلك عن الاعتقاد بإمكانية فهم جوهر الأخلاق العالية وسياسات التصميم والقوانين التي تعكس تلك المعرفة. يسعى المجتمع الكونفوشيوسي إلى تنفيذ جميع المهام والطقوس اليومية التي تساهم في تحقيق الأخلاقية الشمولية. يرتكز المفهوم الحديث للديمقراطية الليبرالية على مبدأ التشاؤم الأيديولوجي المعارض. يلغي هذا المبدأ احتمالية الوصول لتلك المعرفة، وبالتالي فإن نظرية الديمقراطية الليبرالية وممارساتها لا تضع قواعد لتحقيق الأخلاق العالية.

## الدوافع الكونفوشيوسية التقليدية

### التناغم الاجتماعي
تعتبر الفلسفة الصينية التقليدية الحفاظ على الانسجام والتناغم الاجتماعي دافعًا أساسيًا، ولا ترحب بأي شيء يحاول تعكير هذا الصفاء. تعارض العملية الانتخابية التي تعتمدها الديمقراطية الليبرالية الحديثة هذا النموذج بشكل مباشر، إذ تناقش الحملات الانتخابية عادةً القضايا المشحونة عاطفيًا وسياسيًا. ففي الانتخابات الأمريكية المعاصرة، كانت القضايا المثيرة للجدل في طليعة الأمور المناقشة. ومن هذه القضايا، الإجهاض وزواج المثليين والمشاركة العسكرية في الشرق الأوسط. اعتبر الكونفوشيوسيون الصينيون تلك القضايا المثيرة للجدل تصدعات في هيكل التناغم الاجتماعي. عمد السياسيون الغربيون إلى استخدام هذه الانقسامات الاجتماعية لكسب التأييد من الناخبين. تعتبر الثقافة الصينية استغلال السياسيين هذه الانقسامات الاجتماعية لتحقيق الأهداف الشخصية أمر غير لائق. ولهذا، يعتبر الصينيون التقليديون العمليات الانتخابية في الغرب والديمقراطيات المتأثرة بالغرب غير ملائمة أو خاطئة من وجهة نظر الثقافة الصينية.

### خدمة الصالح العام وليس الأغلبية
تعتبر الثقافة الصينية إفادة الصالح العام أحد دوافعها. تقوم الديمقراطية الليبرالية الحديثة على المصلحة الذاتية لكل ناخب، إذ يُشجَّع كل ناخب على اختيار مسؤول يفيده ويدعم مصالحه.[بحاجة لمصدر] يخدم الممثلون المنتخبون مصالح ناخبيهم الفرديين، وإن لم يمثلوا معتقدات دائرتهم الانتخابية بشكل كاف، لن يُعاد انتخابهم مرة أخرى. وبالتالي، يؤمن الصينيون التقليديون بنقص تمثيل الصالح الجماعي للشعب في الديمقراطية التي تعكس نظام الأغلبية.

### أهمية الأسرة الكونفوشيوسية
تعتبر أهمية الأسرة أحد القضايا الأساسية المستخدمة في معارضة الديمقراطية في الصين. تشكل العلاقات الأسرية العمود الفقري للبنية الاجتماعية في الصين، إذ يهتم الناس بأسرهم أكثر من اهتمامهم بالسياسة. بناءً على هذا الجانب من الثقافة الصينية، تعتقد العديد من وجهات النظر الصينية التقليدية أن عدم وجود حكومة سلطوية قوية سيؤدي إلى تفكك المجتمع الصيني. ولهذا، يرى الكثيرون أن الديمقراطية غير ملائمة للمجتمع الصيني.

## الأصول المسيحية للديمقراطية الليبرالية الحديثة

### الإنسانية العالمية والفردية
وفقًا لبعض وجهات النظر، يوجد علاقة متبادلة بين المسيحية والديمقراطية، ووفقًا لبعض وجهات النظر الصينية، تعود الجذور التاريخية للديمقراطية الليبرالية إلى الثقافة المسيحية. نتيجةً لذلك، تملك معظم الأشكال الحالية للديمقراطية بقايا فلسفية من تلك الأصول المحتملة، ويعتبر تمكين الفرد أحد تلك البقايا؛ إذ تدعي المفاهيم المسيحية أن كل فرد مقدس في نظر الله. يرتكز مفهوم الديمقراطية الليبرالية على امتلاك الفرد قيمة أساسية متأصلة بغض النظر عن مكانه في التسلسل الهرمي الاجتماعي.
لا تؤمن الثقافة الصينية التقليدية بمثل هذا الادعاء. في الواقع، تعتبر الأهمية الفلسفية للفرد أحد مواضع الاختلاف بين الديمقراطية والثقافة الصينية. تركز المجتمعات الكونفوشيوسية على العلاقات الأسرية، ولا يملك الفرد سلطة الثورة على هذه الروابط المجتمعية. يعتبر الفرد المنفصل عن الأسرة منبوذًا وينحدر لهذا السبب إلى أدنى مراتب السلم الاجتماعي. تفتقر الكونفوشيوسية إلى التبجيل العالمي للفرد. وفي المجتمعات الكونفوشيوسية، يرتبط المركز الشخصي للفرد ارتباطًا وثيقًا بمكانته ضمن التسلسل الهرمي الاجتماعي. في هذا السياق، لا تتوفر الحقوق الفردية بالطريقة نفسها الموجودة في الغرب. وفي المجتمع الكونفوشيوسي التقليدي، من الطبيعي أن يكون حق مشاركة الفرد في التعيين المباشر للحاكم المسؤول عبارة عن تناقض أيديولوجي مع تقاليد هذا الفكر.

## تطور الجدال: من الفلسفية إلى البراجماتية الصينية

### افتراق الديمقراطية عن الرفاهية
على خلاف الأمثلة السابقة، ابتعد الخطاب المناهض للديمقراطية عن الفلسفة واتجه للبراجماتية مع مرور الوقت. أدى ازدهار حركة النمور الآسيوية الأربعة والأنظمة الاقتصادية الآسيوية النامية الأخرى إلى قطع الروابط بين الثقافة الغربية والثروة المادية في نظر العديد من الصينيين.[بحاجة لمصدر] في أوائل القرن العشرين، مزج بعض العلماء -مثل ليانغ تشيتشاو- بين الديمقراطية والتسلط. بالنسبة لبعض الصينيين، يتحدى النجاح الاقتصادي للمجتمعات الكونفوشيوسية والسلطوية الفكرة التي تدعي ضرورة التبني الكامل للمعتقدات الغربية –كالديمقراطية- باعتبارها شرطًا أساسيًا للنجاح الاقتصادي.

### مقترح لمجتمع كونفوشيوسي
يعترف العلماء والمسؤولون الحكوميون على حد سواء بضعف قبضة جمهورية الصين الشعبية، ويبدو أن مستقبل الصين يحمل تغيرات سياسية جذرية. تشير النقاشات الفلسفية المذكورة أعلاه إلى ضرورة وجود نظام حكومي يتماشى مع المعتقدات الكونفوشيوسية. ينظر الكثيرون إلى الديمقراطية الليبرالية على أنها غير مناسبة للصين الحديثة وتقاليدها القائمة على الشرعية والكونفوشيوسية.
عالج وي بان هذه القضايا ودعم خلق نظام حكم أكثر ملائمة للمجتمع الكونفوشيوسي. وبناءً على هذا الأساس، مزج وي بان بعض خصائص الديمقراطية -مثل استجابة الحكومة لإرادة الشعب- مع القيم الكونفوشيوسية مثل التناغم الاجتماعي. ألغى حكم القانون التشاوري المقترح مجموعات المصالح الفردية ليدعم المصلحة العامة. عالج نظام بان بشكل مباشر مواضع القصور المعرقلة لتقدم الصين، وأبرزها الفساد. اعتبر الفساد بين المسؤولين أكبر مشاكل الحكومة الصينية الحالية، وهو أمر مرتبط بشكل مباشر بالهيكل المؤسساتي لجمهورية الصين الشعبية. قد يخفف التحول المؤسساتي إلى حكم القانون التشاوري من حدة الفساد ويساهم في الابتعاد عن السلطوية مع تعزيزه القيم التقليدية للمجتمع الكونفوشيوسي.